# Наркович, Владимир Станиславович
Владимир Станиславович Наркович (4 января 1888 — 16 сентября 1915, Деражное, Волынская губерния) — русский военный лётчик, герой Первой мировой войны.

## Биография
Родился 4 января 1888 года  в Витебской губернии, происходил из потомственных дворян Виленской губернии.
Образование начал получать в 1905 году в Полоцком кадетском корпусе, но был переведён в Морской кадетский корпус, где 6 мая 1908 года произведён в гардемарины. В том же 1908 году Наркович совершил практическое плавание в Италию и принимал участие в ликвидации последствий разрушительного землетрясения на Сицилии. 15 ноября 1911 года он был награждён итальянской серебряной медалью «За оказание помощи пострадавшим во время землетрясения в Сицилии и Калабрии в 1908 году».
Выпущен из Морского кадетского корпуса 29 марта 1909 года мичманом и 6 апреля был зачислен в Черноморский флотский экипаж. В 1910 году получил золотой знак за успешное окончание Морского кадетского корпуса.
13 августа 1911 года Наркович был переведён в Сибирскую флотилию и 14 апреля 1913 года произведён в лейтенанты.
После начала Первой мировой войны был 23 ноября 1914 года Наркович был переведён обратно в Черноморский флот и назначен лётчиком-наблюдателем в 6-й отряд 1-й бригады Черноморской воздушной дивизии. 1 апреля 1915 года был назначен младним офицером в 32-й корпусной авиационный отряд.
Приказом по 8-й армии от 11 августа 1915 года он был удостоен ордена Св. Анны 4-й степени «За храбрость». Погиб в воздушном бою 16 сентября 1915 года. Высочайшим приказом по Морскому ведомству от 10 февраля 1916 года Наркович был посмертно награждён орденом Св. Георгия 4-й степени
За то, что 29-го августа 1915 года совместно с военным лётчиком 32-го авиационного отряда поручиком Сергеем Басовым, производя воздушную разведку в тылу позиций противника на р. Горынь в районе м. Деражно и, будучи обстрелян артиллерийским огнём противника, повредившим аппарат, несмотря на это и сильный ветер продолжал разведку, обнаружил движение бригады пехоты, шедшей на усиление противника и группировку его сил. Своевременно представленные эти сведения дали возможность принять меры, повлёкшие за собой полный успех последующих действий. 16-го сентября того же года, во время воздушной разведки в том же районе лейтенант Наркович, исправляя во время полёта пробитый пулей бензиновый бак, другой пулей был убит, геройской смертью запечатлев содеянный им подвиг.